# Synodontis robbianus
Synodontis robbianus là một loài cá da trơn trong họ Mochokidae. Chúng là loài đặc hữu của Nigeria, nơi chúng được tìm thấy ở thập tự giá và hạ lưu sông Niger. [3] Nó được mô tả lần đầu tiên bởi John Alexander Smith vào năm 1875, từ các mẫu vật được thu thập trên sông Calabar, Nigeria. Tên loài robbianus được đặt theo tên của Linh mục Alexander Robb, một nhà truyền giáo người Scotland, người đã thu thập các mẫu loài gốc. 